# Cristina Spătar
Cristina Maria Spătar (n. 17 iunie 1972, Gheorghe Gheorghiu-Dej, Bacău, România) este o cântăreață română de muzică R&B și dance/pop. Este supranumită de mass-media românească „regina muzicii R&B”.

## Biografie
Cristina Spătar s-a născut pe 17 iunie 1972, în Gheorghe Gheorghiu-Dej (fostul Onești) din județul Bacău. A absolvit liceul sportiv „Nadia Comăneci” din orașul natal la profilul filologie și Școala populară de Artă, secția canto. Cu susținerea mamei sale Cristina a urmat cursuri de canto, de pian și de chitară, chiar dacă era nevoită să facă zilnic naveta Onești-București. Și-a început cariera muzicală pe scena folk, alături de sora sa. Debutul său oficial a avut loc în cadrul festivalului de la Mamaia din 1991, unde s-a numărat printre cei 8 câștigători aleși dintre 400 de tineri aspiranți. La scurt timp, mama ei s-a îmbolnăvit de cancer.
În 1998, la vârsta de 26 de ani, s-a mutat în București, unde l-a cunoscut pe Roby G., un compozitor foarte apreciat pe atunci, care a îndemnat-o să cânte muzică R&B. După doi ani de lucru în studio, cu sprijinul Media Pro Music a lansat primul său album, „Rămâi lângă mine”, care a avut ca single-uri de referință piesele "Tu ești viața mea" și "Întoarce-te la mine". După lansarea albumului, a mers într-un turneu alături de trupele Exotic, Valahia și LA. Tot atunci, Cristina Spătar a frecventat cursurile unei școli de modelling și bune maniere.
În 2002 și-a lansat al doilea album al său, "Mesaj de Dragoste", pe care l-a dedicat mamei sale, decedată cu șapte ani mai devreme.
În februarie 2006 a lansat albumul "Fără egal", ale cărui single-uri "Totul pe o carte" feat. Grasu XXL și "Fără egal" feat. Tataee s-au bucurat de popularitate în rândul ascultătorilor. În perioada următoare s-a ocupat de cel de-al patrulea album al său, intitulat "Believe".
În 2007 Cristina Spătar s-a căsătorit cu omul de afaceri român Alin Ionescu, După căsătorie ea și-a luat numele de familie al soțului iar pentru scenă și-a păstrat numele cu care s-a consacrat. iar în vara anului 2008 cei doi s-au cununat religios.
În anul 2008 Cristina Spătar semnat un contract cu Național TV pentru emisiunea „Secrete", pe care a moderat-o timp de un sezon și tot atunci și-a filmat clipurile pieselor „Amore" și "A fost odată". În decembrie 2008 a semnat un contract cu casa de discuri Media Pro Music. Piesa „Go High”, compusă de Ionuț Radu, a fost prima sa piesă difuzată la radio, la opt ani de la debutul său. Single-ul a fost în topurile posturilor de radio românești, ca Pro FM, Kiss FM și Radio ZU. Pentru această piesă s-a realizat și un videoclip, în regia lui Iulian Moga, iar în videoclip Cristina a purtat bijuterii în valoare de 800.000 de euro, puse la dispoziție de către „Vendome Fine Jewellery”, o firmă de bijuterii din România, patronată de Elgar Asher, a cărei imagine era Cristina încă din vara lui 2007.
Pe 13 octombrie 2009 Cristina a născut un băiat, botezat Albert.
În 2010 ea a lansat albumul "Believe", al patrulea din cariera sa. În 2011, a apărut videoclipul single-ului "Embrace", regizat de Dragoș Buliga.
Pe 10 aprilie 2012 Cristina Spătar a născut o fetiță, pe care au numit-o Aida Maria.
În 2014, Cristina Spătar a semnat un contract cu Red Clover Media, lansând și single-ul "Zâmbesc", produs de HaHaHa Production, cu un videoclip regizat de Iulian Moga. În același an a lansat și următorul său single, intitulat “Mai aproape”, în colaborare Don Baxter. Pentru single s-a realizat și un videoclip. În septembrie 2014 Cristina Spătar a lansat în colaborare cu Ion Paladi piesa populară „Fa Marie cu bariz”, însoțită de un videoclip, scena căruia are loc în epoca medievală.

## Discografie
Albume
- 2000: Rămâi lângă mine

- 2002: Mesaj de dragoste
- 2006: Fără egal
- 2010: Believe
- 2023: Ambele